# 圖拉角 (比斯科群島)

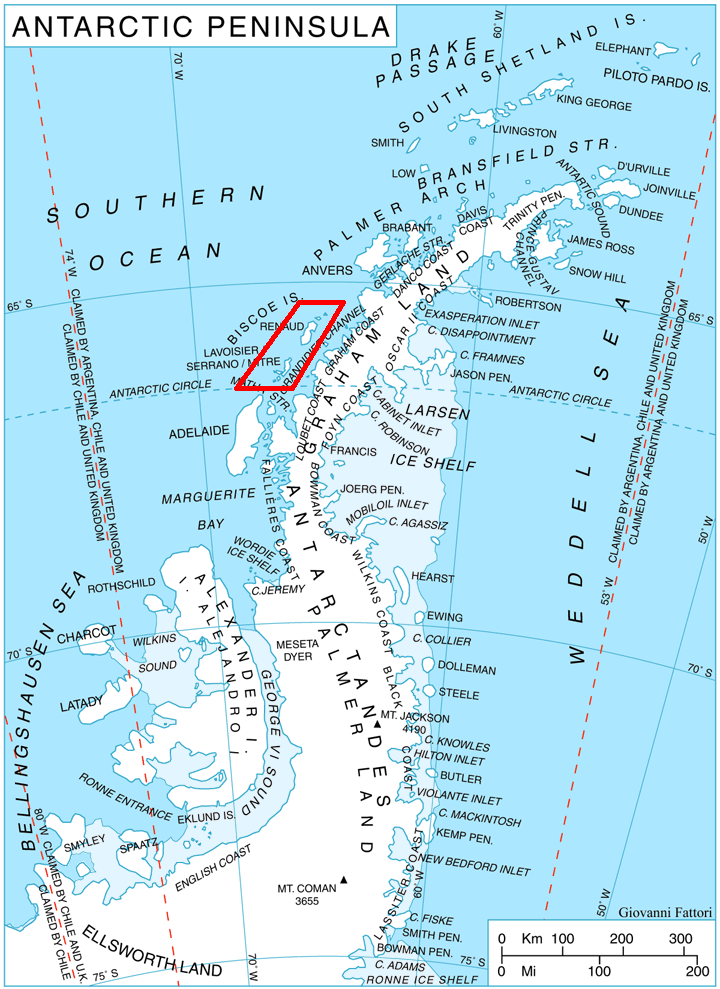

圖拉角（英語：Tula Point），是南極洲的海岬，位於阿利諾島東南面1公里，處於比斯科群島的雷諾島東北端，由在1832年由英國探險隊發現，現時由南極條約體系管理。